# Irina Eduardowna Permitina
Irina Eduardowna Permitina (russisch Ирина Эдуардовна Пермитина; * 3. Februar 1968) ist eine russische Marathonläuferin.
2003 gewann sie den Dubai-Marathon, 2004 den Twin Cities Marathon in ihrer persönlichen Bestzeit von 2:26:53 h und 2005 den Grand Prix von Bern über 10 Meilen.
Beim Marathon der Leichtathletik-Weltmeisterschaften 2005 in Helsinki belegte sie den 34. Platz, und im Jahr darauf wurde sie Dritte beim Hamburg-Marathon.
Bei den Leichtathletik-Europameisterschaften 2006 lag sie bis zwei Kilometer vor dem Ziel in Führung, fiel dann aber noch hinter Ulrike Maisch (GER) und Olivera Jevtić (SER) auf den Bronzerang zurück.